# 忠烈祠站
忠烈祠站（：／ Chungnyeolsa yeok */?）是釜山地鐵4號線沿線的一座地下車站，位於韓國釜山广域市东莱区安樂洞，韓語副站名為「安樂」（안락）。

## 車站結構
站體為2面2線側式月台的地下車站，候車月台設有月台幕門，並有4處出口。

### 月台配置
| 樂民 ↑ |
| \| 上  |
| ↓ 鳴藏 |

| 月台 | 路線               | 目的地                     |
| ---- | ------------------ | -------------------------- |
| 上行 | ●釜山都市铁道4号线 | 壽安、東萊、美南方向       |
| 下行 | ●釜山都市铁道4号线 | 鳴藏、石坮、古村、安平方向 |

## 歷史
- 2011年3月30日：落成啟用。

## 車站周邊
- 釜山忠烈祠
- 東萊花木鎮（동래화목타운）
- 書院市場
- 釜山航運醫院
- 東萊奉生醫院
- 溫泉川市民公園

## 圖片

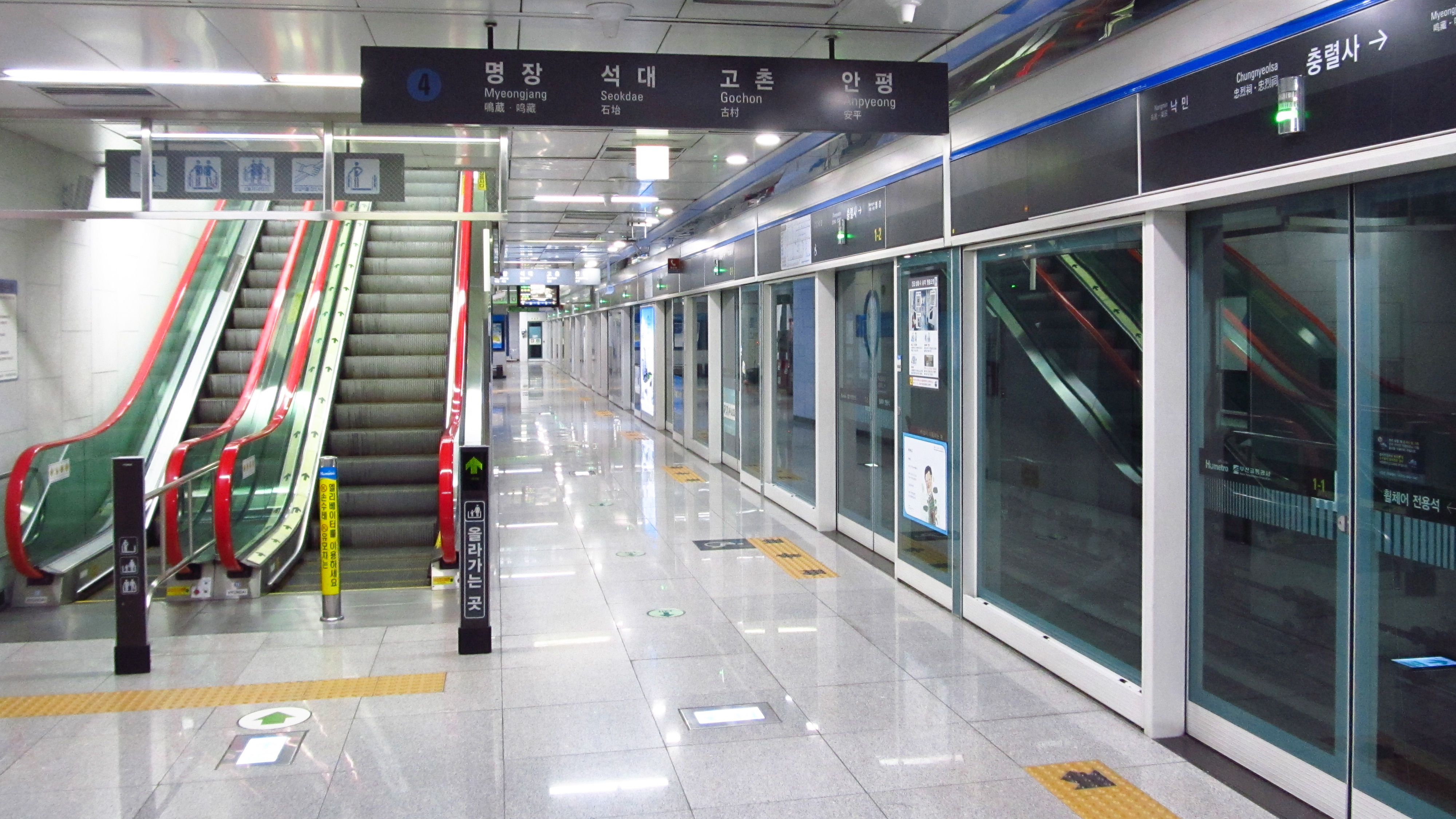
候車月台
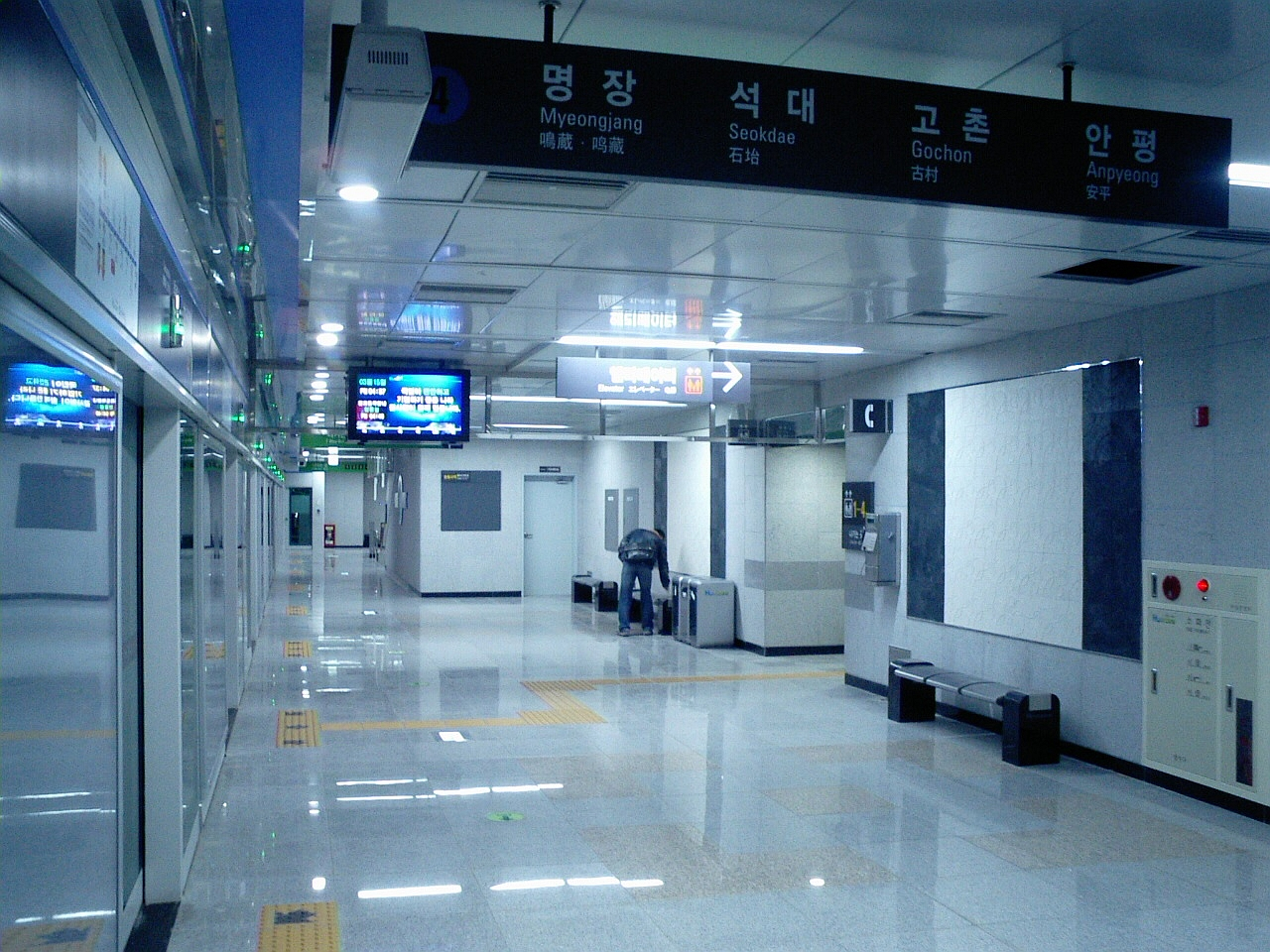
月台一隅
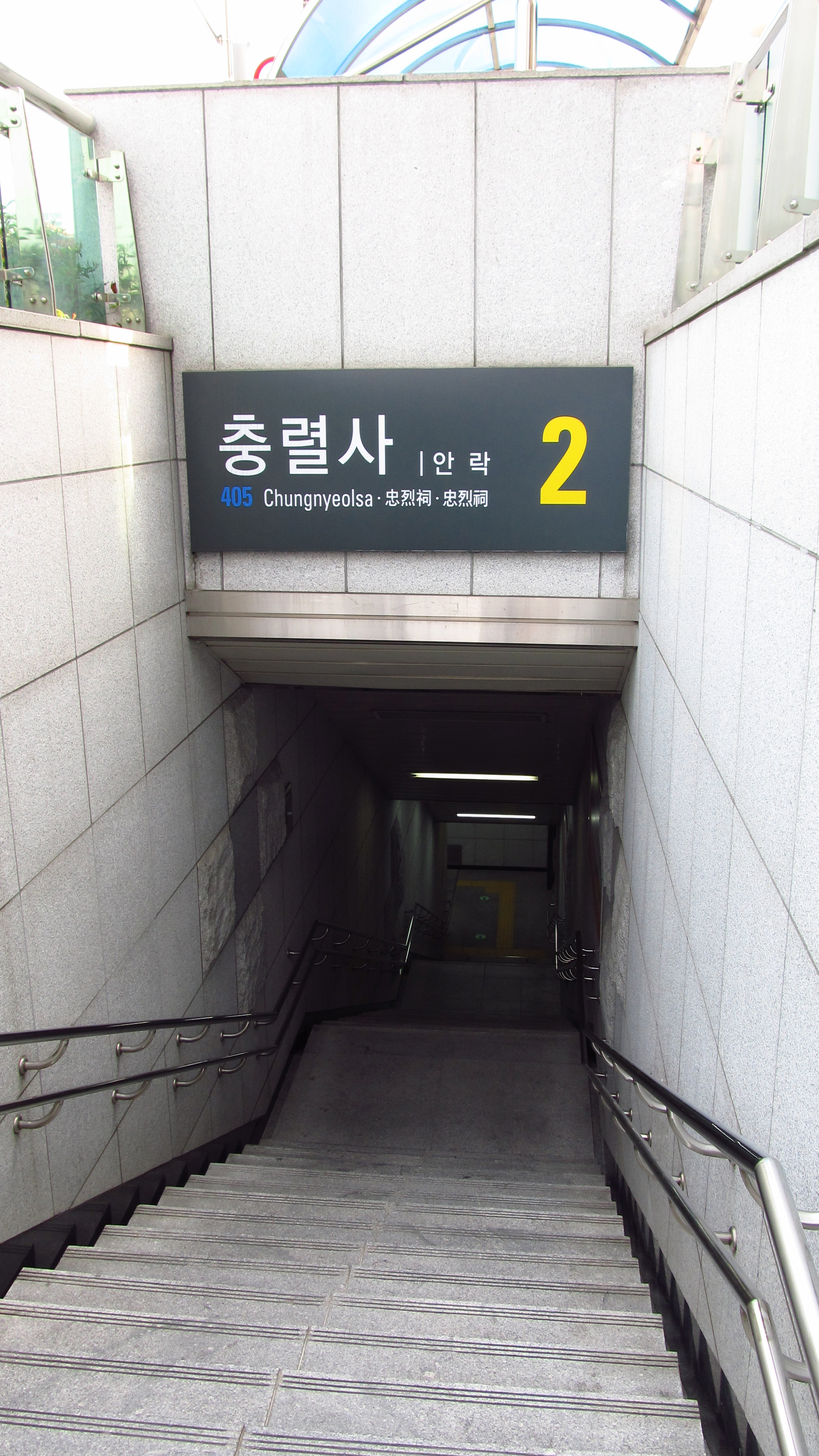
2號出口
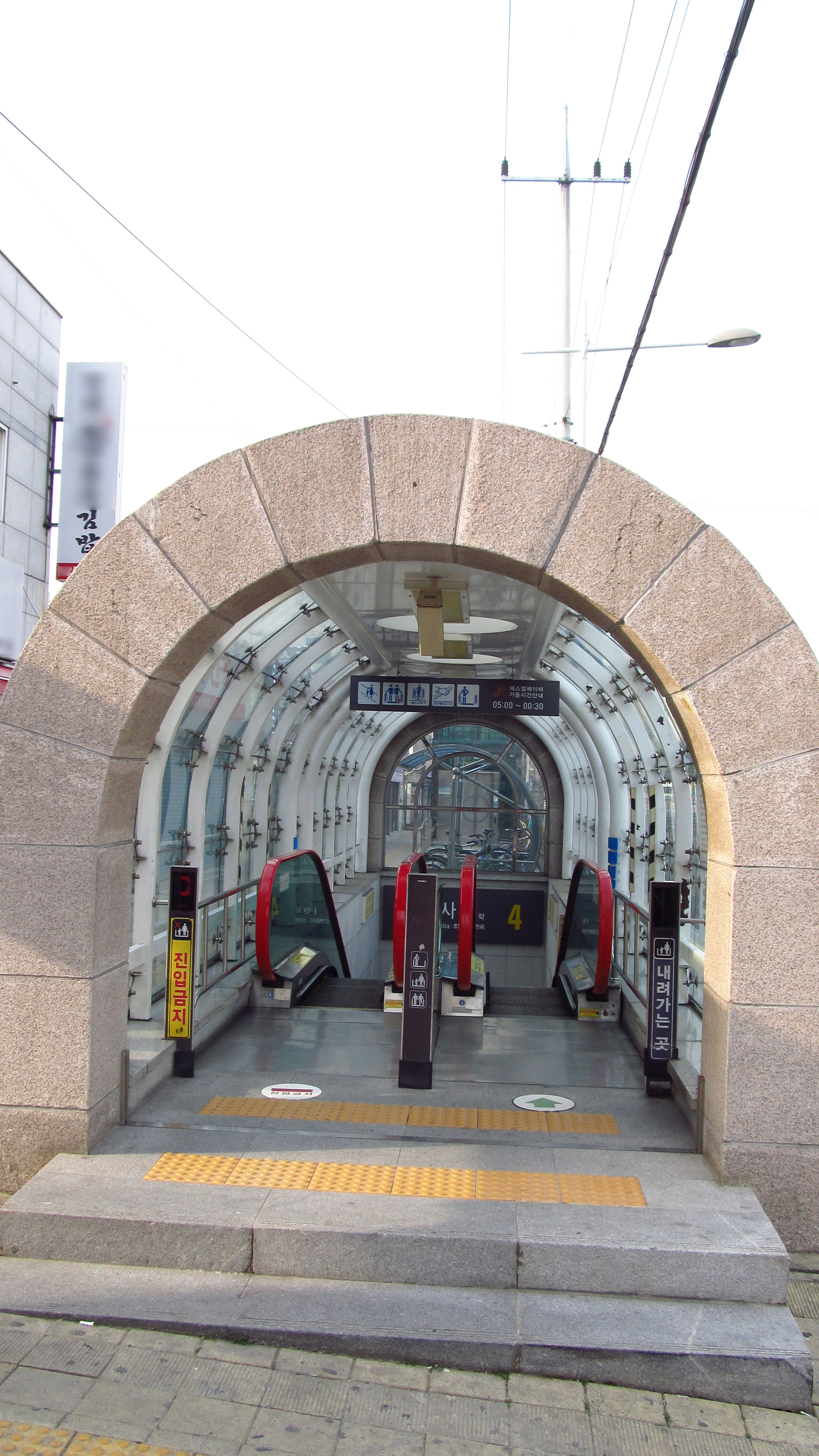
4號出口

## 相鄰車站
釜山交通公社
●釜山都市铁道4号线
樂民（404）－忠烈祠（405）－鳴藏（406）